# Quinta das Conchas (stație de metrou din Lisabona)
Quinta das Conchas este o stație a liniei galbene a metroului din Lisabona, situată între străzile Luís Pastor de Macedo, Tóbis Portuguesa și Avenida Maria Helena Vieira da Silva, în cartierul Quinta das Conchas din freguesia Lumiar, la nord-est de centrul Lisabonei. Stația oferă un acces facil la spitalul Pulido Valente.

## Istoric
„Quinta das Conchas” a fost inaugurată pe 27 martie 2004, în același timp cu Odivelas, Senhor Roubado, Ameixoeira și Lumiar, odată cu extinderea liniei galbene a metroului către Odivelas.
Proiectul original al stației aparține arhitecților Bartolomeu Costa Cabral, Mário Crespo, João Gomes și Anabela João, iar decorațiunile aparțin pictorilor Joana Rosa și Manuel Baptista.
Denumirea actuală a stației a fost decisă destul de târziu. În materialele mai vechi privind proiectele de expansiune a rețelei, publicate de Metroul din Lisabona, stația este pomenită inițial sub numele Quinta do Lambert, iar ulterior sub cel de Quinta das Mouras.
Pe 29 martie 2018, pentru a sărbători 70 de ani de la înființarea metroului din Lisabona, a fost lansat programul „Visitas para (re)viver Lisboa” (în română Vizite pentru re(trăirea) Lisabonei), care a inclus vizitarea de către public a diferite stații de metrou, inclusiv „Quinta das Conchas”, pe data de 18 aprilie 2018.
Precum toate stațiile mai noi ale metroului din Lisabona, „Quinta das Conchas” este echipată pentru a deservi și persoanele cu dizabilități locomotoare, dispunând de lifturi și scări rulante pentru ușurarea accesului la peroane.

## Legături

### Autobuze orășenești

#### Carris
- 798 Campo Grande (Metrou) ⇄ Galinheiras[9]